# Ломидзе, Серапион Елизбарович
Серапион Елизбарович Ломидзе (1907 год, Кутаисский уезд, Кутаисская губерния, Российская империя — неизвестно, Орджоникидзевский район, Грузинская ССР) — звеньевой колхоза имени ЦК ВКП(б) Орджоникидзевского района, Грузинская ССР. Герой Социалистического Труда (1949).

## Биография
Родился в 1907 году в крестьянской семье в одном из сельских населённых пунктов Кутаисского уезда. С раннего возраста трудился в сельском хозяйстве. Во время коллективизации вступил в колхоз имени ЦК ВКП(б) Орджоникидзевского района. В послевоенное время возглавлял звено виноградарей.
В 1948 году звено под его руководством собрало в среднем по 85,2 центнера винограда шампанских вин на участке площадью 3 гектара. Указом Президиума Верховного Совета СССР от 9 августа 1949 года удостоен звания Героя Социалистического Труда за «получение высоких урожаев винограда в 1948 году» с вручением ордена Ленина и золотой медали «Серп и Молот» (№ 4411).
За выдающиеся трудовые достижения по итогам работы в 1949 году был награждён вторым Орденом Ленина.
После выхода на пенсию проживал в Орджоникидзевском районе. С 1968 года — персональный пенсионер союзного значения. Дата смерти не установлена.
Награды
- Герой Социалистического Труда
- Орден Ленина — дважды (1949; 05.09.1950)